# Eiffel 65
Eiffel 65 — итальянское трио из Турина. Наиболее известен его альбом Europop, в состав которого входят такие композиции, как «Blue (Da Ba Dee)», «Move Your Body», «Too Much of Heaven».

## История
Группа начинала в сотрудничестве с лейблом BlissCo (Bliss Corporation), руководимом продюсером/менеджером Массимо Габутти, одним из легионеров так называемого «спагетти хауса». Как и в случае с другими музыкальными коллективами, выпускавшимися под данным лейблом, название группы было выбрано случайным образом с помощью специальной компьютерной программы.
В 1999 году вышел первый альбом, Europop, первая песня с которого, «Blue (Da Ba Dee)», принесла группе международную известность. Также наиболее известными песнями с этого альбома стали «Move Your Body» и «Too Much of Heaven». Последующие два альбома, Contact! (2001) и Eiffel 65, уже не имели такого крупного международного успеха, но, тем не менее, достигли определённой популярности в родной Италии.
Стиль группы — мелодичный европейский дэнс-поп с модными электронными аранжировками; группу безошибочно можно опознать по специфическому «вокодерному» вокалу.

### 1997—2005
Eiffel 65 прославились своими хитами «Blue (Da Ba Dee)» и «Move Your Body», занявшими первые места в международных чартах. Обе песни вошли в синглы на их дебютном альбоме Europop, выпущенном 22 ноября 1999 года.
Группа добилась значительного успеха в Италии и других странах Европы, в США, Канаде, Австралии, Новой Зеландии и Бразилии. Europop вошёл в пятёрку лучших в чартах Billboard 200 и в Billboard Canadian Albums. «Blue (Da Ba Dee)» заняла 6-е место в Billboard Hot 100, 1-е место в Великобритании и Германии и 3-е место в Италии. Их второй альбом Contact! был выпущен в 2001 году, а композиция «80's Stars» поднялась на 9-ю строчку хит-парада в Италии.

### Bloom 06
В начале марта 2005 года группу покинул ди-джей Габри Понте, решивший сосредоточиться на сольной карьере. 16 мая 2005 года оставшиеся участники Eiffel 65 — Маурицио Лобина и Джеффри Джей — покинули корпорацию Bliss и создали собственную продюсерскую компанию. Поскольку название Eiffel 65 стало собственностью Bliss Corporation, дуэт решил продолжить работу под новым именем Bloom 06, которое было объявлено в июне 2005 года.
Четвёртый альбом под рабочим названием Crash Test уже был готов к моменту ухода музыкантов из BlissCo. Он был переименован в Crash Test 01 и выпущен Bloom 06 13 октября 2006 года. Альбом содержит тексты на английском и итальянском языках.

### Воссоединение
Корпорация Bliss подтвердила, что новая линейка Eiffel 65 дебютирует летом 2007 года, но дебют был отложен. В 2009 году Bliss Corporation начала продвигать работы старых групп, добавляя субтитры к музыкальным клипам и выпуская неопубликованные видеоматериалы с Eiffel 65. В июне 2010 года на веб-сайте Bloom 06 было объявлено, что Eiffel 65 снова воссоединится для создания новых треков, а также гастролей.
В интервью в апреле 2012 года Джеффри Джей так прокомментировал ход работы над новым альбомом:

Процесс идет медленно, потому что мы работаем в трех разных местах… и из всех демо, вероятно, две, может быть, три из этих песен являются тем, что мы называем «кандидатами» для нашего нового сингла. Мы не можем прийти к единогласному решению по одной песне, поэтому релиз постоянно откладывается… Трудно сказать, когда мы выпустим новую песню… Рассчитываем, что в ближайшие два или три месяца мы будем выправлять песни, которые считаем хорошими кандидатами, и выкладывать их в Интернет.
— Джеффри Джей
Тем временем музыканты гастролировали по Европе со своим New Planet Tour, мультимедийным шоу с широкими экранами, а летом 2012 года они объявили на своем сайте о мини-турне по Австралии. 2 апреля 2016 года на YouTube-канале Bliss Corporation была размещена демо-версия нового сингла Eiffel 65 — «Panico».
В конце февраля 2023 года группа появилась в списке артистов, которые планировали участвовать в Una Voce Per San Marino — песенном конкурсе, песня-победитель которого будет представлять Сан-Марино на конкурсе песни Евровидение-2023 в Ливерпуле.

## Zorotl
Зоротл (англ. Zorotlekuykauo Sushik IV «Zorotl») — синий инопланетянин, созданный Bliss Corporation и показанный в клипах «Blue (Da Ba Dee)», «Move Your Body» и «Lucky (In My Life)». Изначально он был задуман как злобный персонаж, но поскольку его модель получилась милой и забавной, авторы клипа «Blue» решили изобразить его добрым, изменив сценарий и придав ему счастливый конец.
В 2000 году Bliss Corporation сняла клип на неизданную песню Eiffel 65 «I Wanna Be», альфа-версия которого вышла как расширенный контент для сингла «Too Much of Heaven». И хотя «I Wanna Be» была записана участниками Eiffel 65, её авторство приписывается Зоротлу, поэтому Zorotl считается виртуальной группой.

## Состав
- Маурицио Лобина — клавишник (1998—2005, с 2010 года)
- Джеффри Джей — вокалист (1998—2005, с 2010 года)
- Габри Понте — DJ (работал отдельно; 1998—2005, 2010—2012)

## Дискография

### Альбомы
- Europop (1999)
- Contact! (2001)
- Eiffel 65 (Итальянская версия, 2003)
- Eiffel 65 (Европейская версия)
- Crash Test 01, выпущен под именем группы Bloom 06 на лейбле «Blue Boys» (2006)
- Crash Test 02, выпущен весной 2008.

### Избранные синглы
- «Blue (Da Ba Dee)» (1999)
- «Move Your Body» (1999)
- «Too Much of Heaven» (1999)
- «Lucky (In My Life)» (2001)